# ダイナミックレンジ
ダイナミックレンジ（英: dynamic range）とは、取り扱い可能な信号の強度範囲が決まっているときに、その最小値と最大値の比率であり、範囲の広さを示す指標である。信号の情報量を表すアナログ指標のひとつ。

## 性能指標
信号の最小値と最大値は、その信号が持つ本来の値に対して、その信号を取り扱う機器や伝送路、媒体の性能によって制限される場合がある。最小値の下限は一般に残留ノイズの大きさに影響を受ける。ノイズより小さな信号は、ノイズに埋もれてしまい識別が困難になるからである。また、最大値の上限は、その機器や伝送路などが取り扱える最大値（=許容量）に影響を受ける。一般に許容量を超えた大きな信号は歪んでしまい、信号を正しく取り扱うことができない。このような下限、上限の存在が技術的に存在することから、主に電子機器などの性能を比較する際の指標に用いられることが多く、その際の単位はdBが使われる。

### 音響機器におけるダイナミックレンジの例
以下の例は媒体や伝送路がもつダイナミックレンジの最大値であって、その媒体に収録されたり伝送されたりする音声信号がすべてこの値を持つわけではないことに注意。
- コンパクトカセットが持つダイナミックレンジは磁性体によって差異はあるが、ノイズリダクションを使用しない場合で45～60dBといわれる。具体的には一般録音用ノーマルポジション用テープ（STD/LN/LLHテープ）では45dB以上、音楽録音専用ノーマルポジション用テープ（LH/SLHテープ）では50dB以上、ハイポジション（クロムポジション）用テープやフェリクロムポジション用テープでは55dB以上、メタルポジション用テープでは60dB以上。
  - カセットテープ全盛期には大幅な性能向上がされるとともに、一部メーカー製品では周波数特性を明記した商品も存在した。例えばTDKの場合、315Hz帯のダイナミックレンジが音楽用高級ノーマルポジション用テープのARシリーズでは63dB（MOL=+6.5db、バイアスノイズ=-56.5db）、メタルポジション用テープのMAシリーズでは65dB（MOL=+6.5db、バイアスノイズ=-58.5db）に達する性能であった。
- 日本国内の、デジタルラジオを除くFM放送が持つダイナミックレンジは、およそ60dBといわれる。聴取できる最小音量は、受信機の性能や送信所からの距離などに起因する受信状態に、大きく影響を受ける。また、電波送出に用いられる送信機は過変調を防ぐために最大値制限回路（リミッター回路と呼ぶ）を備えており、これがダイナミックレンジの一端である最大値を制限している。
- レコードが持つダイナミックレンジは、およそ65dBといわれる。これはレコード盤に刻まれた物理的な溝の振幅比率であり、最小振幅はレコード針が検知できる下限、最大振幅は1周違いの隣の溝にはみ出さないことが上限となる。
- オープンリールテープが持つダイナミックレンジは、磁性体やトラック幅によって差異はあるがおよそ70dBといわれる。
- Super Audio CDなどを除く、一般の音楽用コンパクトディスクが持つダイナミックレンジは、96dBである。デジタル媒体であるため、規格から計算によって導かれる。
- （参考）人間の聴覚が持つダイナミックレンジは、個人差はあるもののおよそ120dBといわれる。これは知覚できる最小の音圧と、苦痛を感じる最大音圧の比率である。